# At It Again
At It Again er et album fra The Dubliners udgivet i 1968.
De medvirkende er Ronnie Drew, Luke Kelly, Barney McKenna, Ciaran Bourke og John Sheahan.
Albummet indeholde sangen "The Irish Navy", der er en satirisk sang, med tekst skrevet af Drew og Kelly. Melodien er skrevet af Sheahan.
Albummet er produceret af Tommy Scott. Det blev genudgivet i 1972, 1975 og 1978 under navnet Seven Deadly Sins. Rækkefølgen på sangene varierer på genudgivelserne.

## Spor[2]

### Side Et
1. "Seven Deadly Sins"
2. "Net Hauling Song"
3. "Instrumental medley: Paddy's Gone to France, Skylark"
4. "The Irish Navy" (skrevet af Drew og Kelly)
5. "Nancy Whiskey"
6. "Many Young Men of Twenty"

### Side To
1. "The Gypsy Laddie|Tibby Dunbar"
2. "'Darby O'Leary"
3. "Molly Bawn"
4. "Instrumental medley: The Piper's Chair, Bill Hart's Jig, The Night of St. Patrick"
5. "Go to Sea No More"
6. "The Dundee Weaver"
7. "The Inniskillen Dragoons"
8. "I Wish I Were Back in Liverpool"